# La Bohème (film 1926)
La Bohème è un film muto del 1926 con sottotitoli in inglese, diretto da King Vidor, basato su La bohème di Giacomo Puccini.

## Trama
Parigi, 1830. Molti bohemienne cercano di sopravvivere per strada, vivendo in condizioni precarie e desiderando di diventare un giorno famosi. Uno di essi è Marcel, un pittore che muore di fame pur di creare un capolavoro. Proprio come il suo compagno di stanza, lo scrittore Rodolfo, non ha fortuna. Sono costantemente importunati dal padrone di casa, ma non hanno denaro per pagarlo. Il padrone, infastidito dal loro comportamento e dal rifiuto di pagare l'affitto, li minaccia di sfrattarli se non saldano il conto quella notte. Rodolfo inizia controvoglia a scrivere un articolo per una rivista per guadagnare un po' di soldi, ma il direttore non è soddisfatto.
Frattanto, Mimì, una ricamatrice orfana senza amici, è tediata dallo stesso padrone di casa, Bernard, invaghito della ragazza. Quando quest'ultima non cede ai suoi tentativi di sedurla, la minaccia allo stesso modo. Affranta, raccoglie la sua roba e lascia il suo appartamento. Rodolfo immediatamente la nota, ma la lascia andar via. Si reca al banco dei pegni per vendere quasi tutto ciò che ha, ma non ne ricava molto denaro. Il ricco ma pigro aristocratico Visconte Paolo trova Mimì che vaga per la strada e se ne innamora. Nel frattempo, il musicista Schaunard, altro coinquilino di Rodolfo, ha più fortuna e riesce a mettere insieme l'affitto in una sera. Rodolfo riesce a pagare l'affitto quella stessa sera, ma nota che Mimì non può.
L'azione si sposta sulla relazione di Marcello con la sua ricca vicina Musetta. I suoi coinquilini lo convincono ad approfittare di lei per procurarsi del cibo. Rodolfo resta in casa e riceve una visita da Mimì, che ha assoluto bisogno di scaldarsi ma non ha una stufa. Più tardi quella sera, mentre la fanciulla sta per lasciare l'appartamento, sapendo di non poter pagare l'affitto, Rodolfo e Musetta la invitano a restare con loro. Trascorre la notte festeggiando, finché non appare il Visconte Paolo. Crede che sia giunto perché interessato ai suoi ricami e non capisce che è innamorato di lei. Rodolfo, invece, comprende e identifica immediatamente l'aristocratico come un rivale. Manifesta i suoi timori a Mimì, ma questa gli assicura che egli è l'unico per lei.
Il tempo passa e a Parigi è primavera. Mimì partecipa al suo primo pic-nic e bacia Rodolfo dopo avergli detto di amarlo. L'innamoramento ispira a Rodolfo un'opera, che però gli fa trascurare il suo lavoro alla redazione. Mimì apprende dal direttore che Rodolfo è stato licenziato, ma non glielo dice, non volendo distruggere la sua felicità. Cercando di portare avanti la menzogna, lavora duramente per guadagnare più denaro, ma a lungo andare si ammala. Intanto, il Visconte Paolo dà un'occhiata all'opera di Rodolfo e propone a Mimì di portarla da un impresario teatrale, se viene a teatro con lui. Rodolfo li vede insieme nell'appartamento e, accecato dall'ira, accusa Mimì di avere una relazione. La ragazza cerca di spiegare, ma lui è troppo in collera per ascoltare e la lascia.
Rodolfo decide di lasciare l'appartamento per dimenticare Mimì. In un bar, si imbatte nel direttore e apprende, stupito, di essere stato licenziato da cinque settimane. Contemporaneamente, Mimì, con l'aiuto di Musetta, cerca di far avere successo all'opera uscendo col Visconte Paolo. Costui cerca di sedurla, ma lei rifiuta le sue avances e torna a casa. Qui è interrogata da Rodolfo in merito al suo lavoro alla redazione. Lei ammette di aver lavorato febbrilmente per lui, desiderando il suo successo. Inizialmente viene perdonata, finché Rodolfo non scopre che una sera è uscita col Visconte Paolo, e trae la conclusione che è da lui che Mimì ha avuto i soldi. La picchia, ma subito dopo, resosi conto che la ragazza sta molto male, le chiede perdono e le giura di prendersi sempre cura di lei.

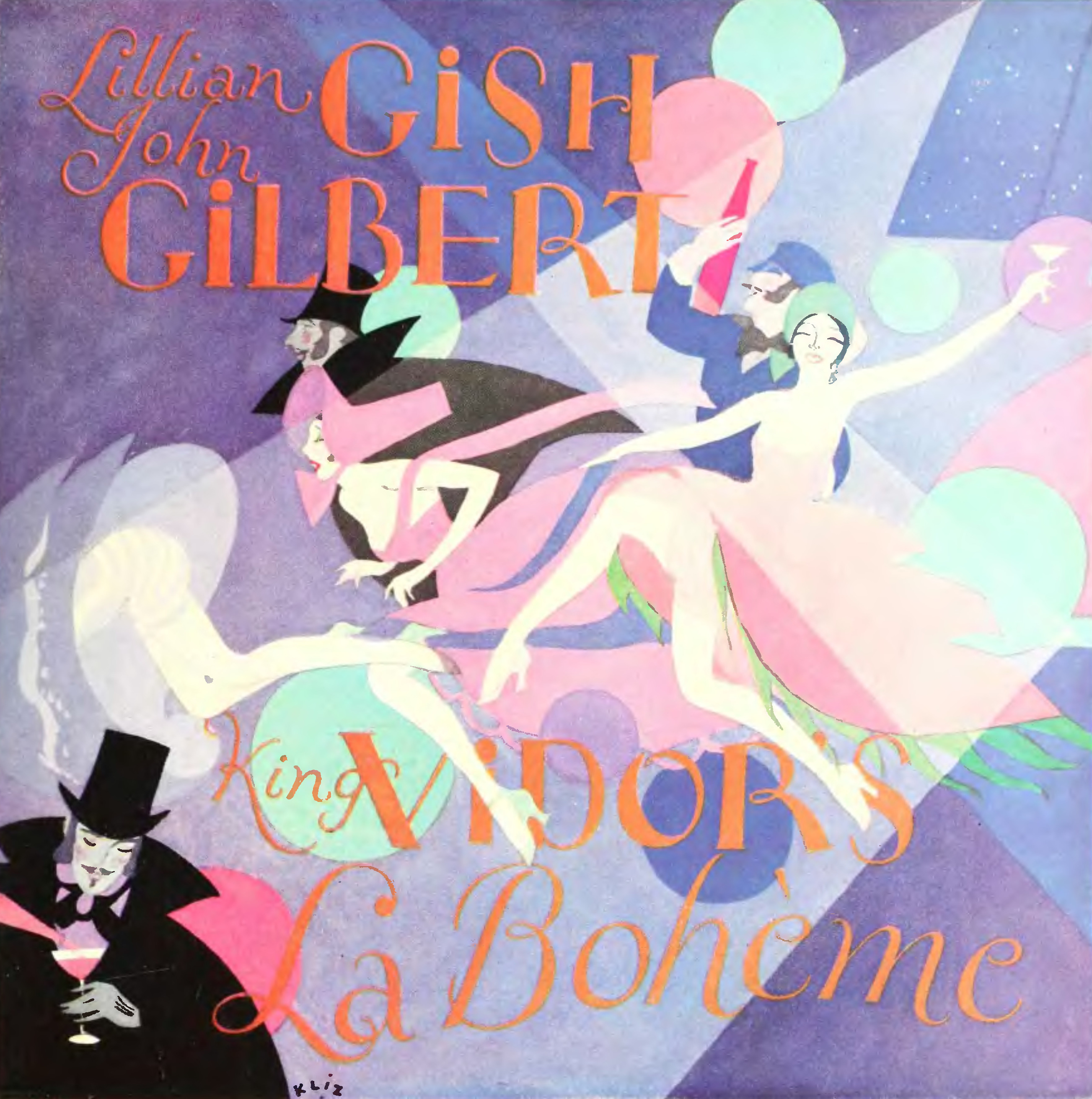
La Bohème, 1926

Rodolfo cerca di trovarle un dottore, ma nel frattempo Mimì fugge, lasciandogli una lettera in cui spiega che tornerà quando lui sarà un drammaturgo affermato. Il giovane la cerca per mesi in preda allo sconforto. La sua opera diventa assai famosa, ma non riesce ad essere felice finché non trova Mimì. Frattanto, Mimì lavora duramente nei quartieri poveri di Parigi, ma un giorno sviene. Poi si trascina in strada e riesce a raggiungere il suo vecchio appartamento. Rodolfo è assai contento di vederla e le dichiara tutto il suo amore. Tuttavia, qualche istante dopo, muore di tubercolosi, lasciando Rodolfo devastato.

## Produzione
Lillian Gish era lieta di girare il film, essendo appena tornata da un viaggio in Europa e da quel momento voleva dedicarsi soprattutto ai fan europei. Recitare in un film ambientato a Parigi sarebbe stato un buon inizio. Dopo aver visto la versione integrale de La grande parata (1925), decise che John Gilbert e Renée Adorée fossero i co-protagonisti a lei più adatti. Appena arrivata agli studi per le riprese, la Gish fu trattata come ‘una regina’. I co-protagonisti sostenevano che era assai arrogante, e Marion Davies diceva che snobbava Gilbert e si rifiutava di dare una mano al regista King Vidor. Tuttavia si vocifera che Gilbert fosse perdutamente infatuato di lei, e che sbagliasse deliberatamente le scene d'amore per baciarla il più possibile.
Per entrare nel personaggio, la Gish evitava il contatto fra le sue labbra e i liquidi, in modo da rendere la scena della morte credibile. Aveva inoltre imparato a respirare senza muoversi. Si recò anche negli ospedali per osservare le diverse fasi della tubercolosi. Le riprese ebbero luogo dal 19 agosto al 5 novembre 1925.

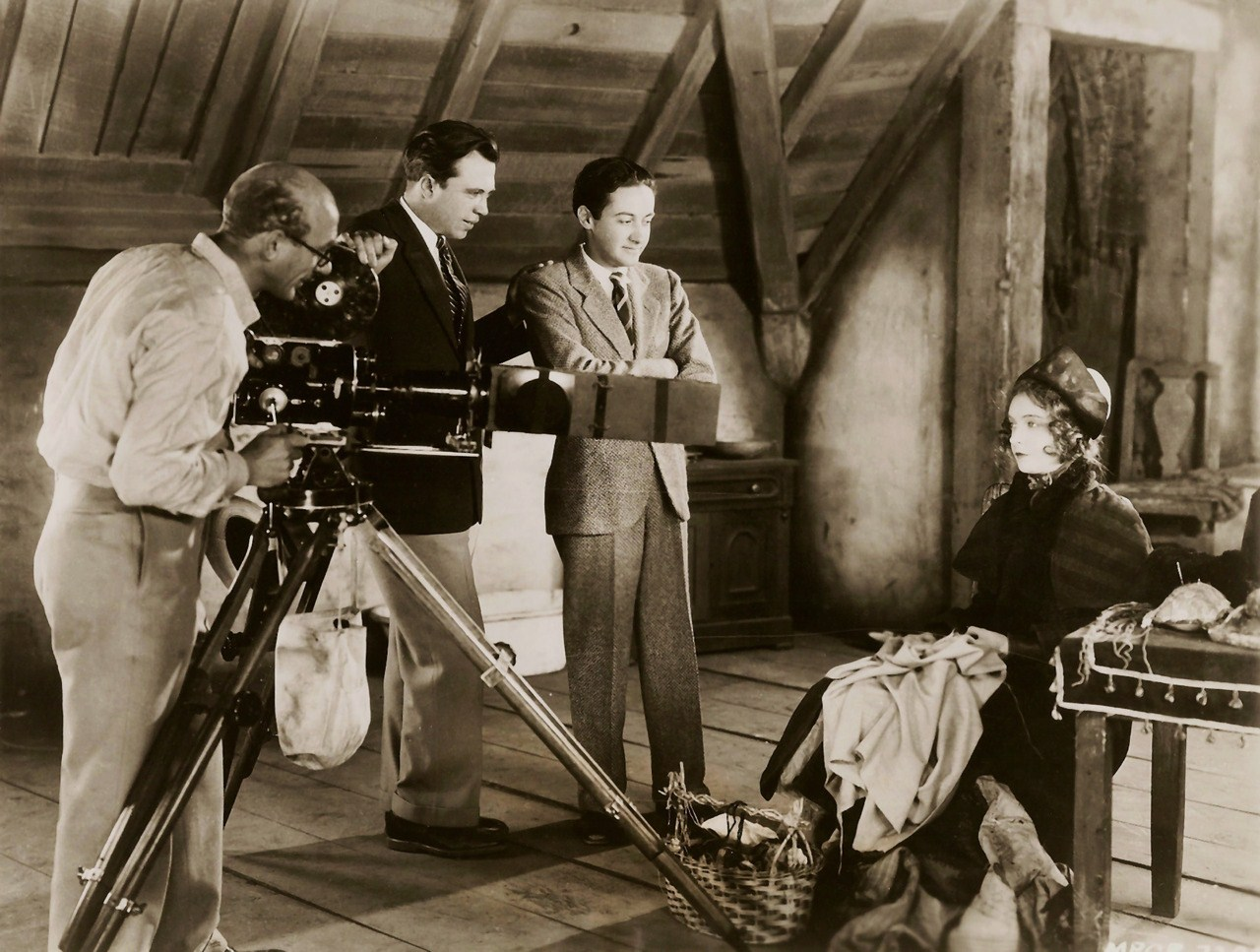
Hendrik Sartov (direttore della fotografia), King Vidor (regista), Irving Thalberg (produttore) con Lillian Gish sul set

## Distribuzione
Distribuito dalla Metro-Goldwyn-Mayer Distributing Corporation (MGM), uscì nelle sale cinematografiche USA il 13 marzo 1926, dopo una prima tenuta a New York il 24 febbraio. In Germania, dove gli venne dato il titolo Mimi, uscì nel giugno 1926, distribuito dall'Universum Film (UFA).
La pellicola, di cui esiste copia in 16 mm, è stata riversata in DVD e fa parte del catalogo Warner Home Video DVD edition in una versione di 93 minuti in NTSC uscita sul mercato il 12 gennaio 2010.